# Joni Kotro
Joni Kotro (Pori, 1991) è un giocatore di football americano finlandese che gioca come defensive lineman per i Berlin Adler.
Dopo aver giocato nelle giovanili e nella prima squadra dei Pori Bears, è passato ai Turku Trojans; è successivamente tornato ai Bears, per passare in seguito agli Helsinki Roosters e poi ai tedeschi Berlin Adler.

## Palmarès
- 1 Rautamalja (Pori Bears, 2011)